# Korra
Korra es un personaje de la serie animada de Nickelodeon La leyenda de Korra. Es la sucesora del Avatar Aang y portadora del espíritu de la Luz y la Paz, Raava. Nació en la tribu Agua del Sur y ya a los cuatro años utilizaba sin dominar en totalidad sus habilidades de control del agua, la tierra y el fuego.
Aprendió Aire Control de Tenzin, Ella actualmente está en la misión de reconstrucción de la Nación del Aire con los nuevos Maestros Aire que aparecieron semanas después de la Convergencia Armónica, Vivió en Ciudad República como una poderosa Maestra que no dominaba su lado espiritual ni el Aire-control, hasta que logró romper con su bloqueo poco después de perder su capacidad de controlar los tres primeros elementos. Más tarde, con la ayuda del espíritu del Avatar Aang, así como las de los otros Avatares, Korra recuperó su control sobre los otros elementos. Además, ganó la capacidad de hacer Energía Control y entrar en el Estado Avatar. También se enfrentó al fin del mundo luchando y derrotando al Avatar Oscuro: su tío Unalaq, fusionado con el espíritu de la Oscuridad y el Caos durante la Convergencia Armónica, dando inicio a una nueva era. En el tercer libro, Cambio, busca a los nuevos maestros Aire que surgieron en el Reino Tierra (por ejemplo Kai), al mismo tiempo que debe batallar a la secta del Loto Rojo, compuesta por Zaheer (un nuevo maestro Aire), Ghazan (un maestro Tierra y Lava), Ming Hua (una Maestra Agua manca que usa el agua como brazos), y P'li (una Maestra Fuego con un Tercer Ojo capaz de arrojar explosiones).
El personaje fue creado por Michael Dante DiMartino y Bryan Konietzko. Es el personaje principal de la serie y aparece en todos los episodios. Korra es la héroe renuente de la serie pues se muestra valiente y audaz ante el hecho de atacar frente a frente a Amon y salva al mundo de 10.000 años de oscuridad tras derrotar a Vaatu, el gran espíritu de la Oscuridad y el Caos y al Avatar Oscuro durante la Convergencia Armónica.

## Creación y concepción

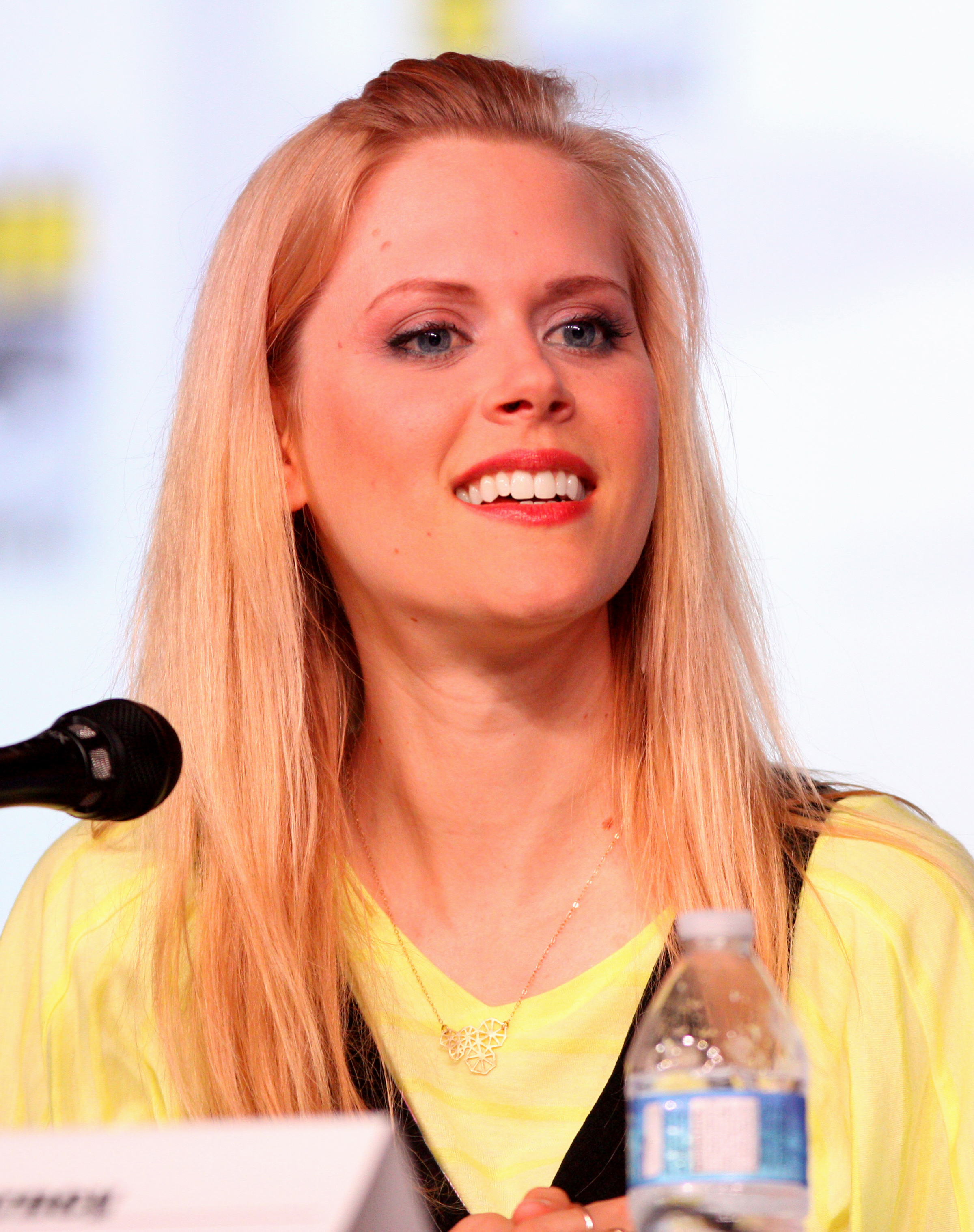
Janet Varney, voz de Korra en La leyenda de Korra.

El personaje de Korra fue inspirado por los diversas combatientes femeninas de MMA, pues Bryan Konietzko es un fan de artes marciales mezclados. Además, una de las hermanas de Bryan Konietzko la inspiró indirectamente. Korra también fue diseñada para ser un contrario de Aang, el personaje principal de la serie predecesora Avatar: la leyenda de Aang. En vez del Aang joven, espiritual, Korra es un personaje más físico que tiene problemas para aprender el lado espiritual de ser Avatar, mientras que Aang tarda un rato para dominar cada uno de los elementos, pero conecta con el mundo de los espíritus instantáneamente.
El nombre de Korra estaba decidido después de que su personaje fuera pensado. Los dos creadores no podían estar de acuerdo con un nombre para ella, hasta que ellos finalmente escogieron el nombre del perro de un dueño del ecolodge, Cora. El nombre fue mantenido, y cambiado solamente el deletreo.

## Historia

### Pasado
Korra es la hija de Tonraq y Senna en la Tribu Agua del Sur inmediatamente después de la muerte del Avatar Aang. A la edad de cuatro años, ella descubrió que era el Avatar, un hecho que anunció con orgullo a la Orden del Loto Blanco ("¡Soy el avatar! ¡Acéptalo amigo!") cuando vinieron a petición de su familia. Después de realizar Agua Control, Tierra Control y Fuego Control delante de ellos, su identidad como Avatar se confirmó, y su entrenamiento para convertirse en un Avatar pleno empezó bajo la atenta mirada de la Orden. Durante los siguientes trece años, Korra demostró un talento prodigioso que le permitió dominar rápidamente el Agua Control y la Tierra Control, y cerca del 170 DCS, su formación en Fuego Control estaba casi completa.

### Llegada a Ciudad República
A la edad de diecisiete años, Korra demostraba su destreza en Fuego Control a la Orden del Loto Blanco y Katara, su instructora de Agua Control. Aunque expresó su preocupación por su falta de moderación y la ignorancia de los asuntos espirituales, el líder de la Orden del Loto Blanco decidió que había llegado a dominar con éxito el Fuego Control, su tercer elemento, y estaba lista para comenzar su entrenamiento en Aire Control y en temas espirituales bajo la tutela de Tenzin. Sin embargo, la instrucción de Korra quedó suspendida cuando Tenzin anunció a Korra y Katara que los disturbios en Ciudad República le impedirían establecerse en la Tribu Agua del Sur como estaba previsto. Ella entonces decidió que si Tenzin no podía quedarse con ella, se iría con él. Con la bendición de Katara y después de haber dicho adiós a sus padres, viajó de polizona en un carguero rumbo a la ciudad con Naga, su perro oso polar y animal guía.
A su llegada a Ciudad República, Korra y Naga vagaban por la ciudad, descubriendo por sí mismas qué tan fuera de balance realmente estaba, con una división desigual entre riqueza y crimen. En el parque, Korra se encontró con un manifestante igualitario tratando de convencer a los No Maestros de la ciudad a unirse a Amon y los igualitarios. Al ver esto, Korra dijo que ser un Maestro era "lo mejor en el mundo" y demostró que estaba considerando usar Agua Control para tirar al manifestante fuera de su plataforma, los No maestros se unieron en su contra y de los Maestros de naturaleza "opresora". Tras vencer con éxito a tres miembros de la Tríada de la Triple Amenaza, Korra fue detenida por la Fuerza de Policía de Metal Control bajo cargos de destrucción de propiedad privada y pública. Después de un intento de fuga fallido, fue llevado a la sede de policía, donde fue interrogada por una descontenta Jefe Lin Beifong.
A pesar de que Tenzin logró persuadirla para que retire todos los cargos en su contra, Lin dejó muy claro que iba a mantener un ojo en el joven Avatar. A pesar de que Tenzin había prometido enviar a Korra al Polo Sur de nuevo, se las arregló para persuadirlo de que la dejara quedarse, ya que se dio cuenta de que Ciudad República necesitaba de su Avatar nuevamente. Ella pudo quedarse para comenzar su entrenamiento en Aire Control en el Templo Aire de la Isla bajo la tutela de Tenzin. Su decisión de establecer residencia en el Templo Aire de la Isla fue anunciada públicamente durante una conferencia de prensa en frente del Ayuntamiento, durante el cual afirmó que el "Avatar Aang quiso que la ciudad fuera el centro de paz y equilibrio en el mundo", y que se esforzaría por alcanzar ese objetivo.

### Pro-control
A pesar de la orientación de Tenzin, hijo de Aang, en Aire Control, Korra luchaba por dominar el "elemento de la libertad". Continuamente se vio frustrada por su incapacidad para hacer Aire Control y por el hecho de que Tenzin no le permitía asistir a un encuentro de Pro-Control, algo que había querido ver desde la infancia.
No dispuesta a quedarse en la isla estando tan cerca de la Arena, se coló en la noche por lo que finalmente podría asistir a un partido en el estadio. Al llegar, fue sorprendida explorando el gimnasio de la arena por Toza, pero fue rescatada por Bolin, quien afirmó que estaba "con él". Después de su rescate, fue guiada a la zona de juego donde conoció al hermano de Bolin, Mako. Inicialmente, Mako apenas reconoció a Korra, asumiendo que ella era solo otra de las fanes de Bolin. Más tarde ella quedó impresionada cuando él solo derrotó a los Tigredillos del Templo Dorado en la tercera ronda del partido. Sin embargo, él parecía indiferente a la presencia de Korra, incluso después de que él se enterara de que era el Avatar. Ella se quedó para ver el partido y quedó cautivada con el deporte y el equipo de los hermanos, los Hurones de Fuego. Tras el partido, Bolin le enseñó algunas cosas básicas, y Korra demostró ser una rápida aprendiz. Mientras que en Pro-Control mostraba ser un diamante en bruto, su entrenamiento de Aire Control siguió sin mostrar progresos visibles, que terminó con la destrucción de una invaluable herramienta de entrenamiento de los Nómadas Aire con Fuego Control en un ataque de ira para descargarla poco después en Tenzin, proclamando que era un maestro terrible.
Cuando el Maestro Agua de los Hurones de Fuego, Hasook, no se presentó para el partido final para clasificar para el torneo, Korra aprovechó la oportunidad para tomar su lugar y competir. Desde el principio, mostró su inexperiencia, cometiendo dos faltas, antes de revelarse a sí misma como el Avatar utilizando Tierra Control. El referí dejó que siguiera compitiendo, pero solo utilizando Agua Control. Cuando Tenzin le ordenó regresar a la isla de inmediato, justificó su permanencia diciendo que era importante para ella como el Avatar, que debía aprender estilos modernos de control, algo en que el Pro-Control podía ayudar. A pesar de que inicialmente tuvo problemas con las reglas y el ritmo del juego, Korra empezó a entender el juego. Korra comenzó a aplicar algunas de sus lecciones de Aire Control moviéndose en su zona como "una hoja en el viento", lo que demostró a Tenzin, que seguía mirando, que sus enseñanzas no fueron olvidadas por ella. Este repentino cambio de tácticas de Korra le permitió ganó el partido para los Hurones de Fuego. Esta victoria obtenida le permitió al equipo el acceso al torneo oficial del campeonato de Pro-Control, y Korra fue aceptada para reemplazar de forma permanente Hasook como Maestro Agua del equipo.

### Encuentro con Amon
Mientras Korra estaba practicando Aire Control en el Templo del Aire de la Isla con Jinora e Ikki, lo que demuestra un progreso considerable en sus maniobras de Aire Control, Mako llegó a preguntarle por el paradero de Bolin. Después de su insistencia para ayudar a encontrar a Bolin, ella y Mako decidieron ir a buscarlo por toda la ciudad. En la estación central de la ciudad, se encontraron con Skoochy, quien les dijo que había sido contratado como seguridad extra por la Tríada de la Triple Amenaza.
Cuando Mako y Korra llegaron a la sede de la banda, se enteraron de que Bolín había sido capturado por los Igualitarios en una redada, y ambos partieron inmediatamente tras ellos para rescatarlo. Aunque unos bloqueadores lucharon contra ellos y dejaron momentáneamente sin poderes a Korra y Mako. Luego, ellos viajaron al Parque de Ciudad República para encontrar al manifestante, quien les dijo que Bolin había sido secuestrado probablemente para la reunión igualitarios llamada "La Revelación". En la manifestación, descubrieron que Amon poseía la capacidad de eliminar de forma permanente el Control de un Maestro, una habilidad que hasta ahora creían que solo el Avatar podía tener.
Durante la demostración de Amon en los Maestros capturados, uno de los cuales era Bolin, Korra formó una cubierta de gran cantidad de vapor de agua con algunas tuberías cercanas, lo que creó pánico y distrajo a los Igualitarios el tiempo suficiente para permitir que Mako rescatara a Bolin. Cuando los hermanos fueron derrotados por el Teniente, Korra llegó justo a tiempo para salvarlos con su Tierra Control, y se dieron a la fuga en Naga. Tan pronto como regresó al Templo del Aire de la Isla, informó a Tenzin y en consecuencia, al Consejo de la República Unida del poder de Amon.
El encuentro con los Igualitarios y su líder dejó una profunda impresión en Korra, ya que tenía pesadillas acerca de ser inmovilizada por medio del bloqueo de chi y, posteriormente, ser despojada de su poderes por Amon. Por primera vez en su vida, Korra se encontró asustada de algo, aunque se negó a admitirlo. Este miedo la mantuvo con un bajo perfil, y cuando el concejal Tarrlok le propuso unirse a su fuerza especial para acabar con Amon, ella cortésmente se negó con la excusa de que tenía que concentrarse en su entrenamiento de Aire Control. Sin embargo, Tarrlok insistió con regalos cada vez más extravagantes y finalmente lanzó una gala en su honor. Él la engañó en una conferencia de prensa, durante la cual Korra cedió ante las preguntas de los periodistas que la acusaban y gritó que iba a unirse a la fuerza especial de Tarrlok para ayudarlos a combatir a Amon, si eso era lo que la ciudad necesitaba.
Ansiosa por demostrarle a todos, incluida ella misma, que ella no tenía miedo de nadie, Korra exitosamente atrapó a varios igualitarios, con la ayuda de la fuerza especial de Tarrlok, y desafió públicamente a Amon a un duelo de uno a uno a la medianoche en la Isla Memorial del Avatar Aang, sin ningún tipo de respaldo de la fuerza especial o bloqueadores chi. Sin embargo, Amon, no se presentó solo, y sus secuaces rápidamente la atraparon. Cuando Amon emergió de las sombras, Korra estaba aterrorizada de que le quitara su Control. Sin embargo, no lo hizo, y en su lugar, reveló que tenía un plan para librar al mundo de los Maestros y que él la estaba guardando para el final con el fin de evitar que ella se convierta en una mártir. Después de un monólogo de Amon, dejó inconsciente a Korra, quien tuvo varias visiones que involucraban al Avatar Aang, Sokka, Toph, y un hombre misterioso en lo que parecía ser una sala de tribunal. Cuando recobró el conocimiento, Tenzin estaba corriendo hacia ella, quien lo confundió momentáneamente con Aang. Después de contar lo que pasó, Korra rompió en llanto y finalmente admitió que tenía terror de Amon y que no sabía qué hacer al respecto.

### Confrontando al Concejal Tarrlok
Después que Mako, Bolin, y Asami se mudaran al Templo Aire de la Isla, Tenzin y Korra partieron para ver a Saikhan siendo designado como el nuevo Jefe de Policía. Una vez allí, el Avatar y el Maestro Aire hicieron frente a Tarrlok, cuestionando sus acciones, el concejal pidió que Korra reconsiderara unirse nuevamente a grupo de trabajo, a lo que ella se negó. Tarrlok a continuación, aludió a la falta de progresos en el entrenamiento de Aire Control del Avatar, que la llevó a preocuparse por su bloqueo de Aire Control y espiritual. Más tarde habló con Tenzin sobre el asunto, mencionando que estaba confundida acerca de las visiones que había tenido. Tenzin le aconsejó meditar sobre estas visiones, creyendo que el espíritu de Aang estaba tratando de comunicarse con ella.
Después, cuando estaba llorando mientras miraba la estatua de Aang, sus amigos la encontraron y la animaron a seguir asegurándole que estaban con ella para cuidarle la espalda. En ese momento se fundó el Nuevo Equipo Avatar, y decidieron patrullar Ciudad República con el fin de protegerla de los Amon y sus aliados. Después de arrestar a varios prófugos que escaparon de prisión, Tarrlok enfrentó al equipo y les advirtió que se mantuvieran fuera de su camino. Más tarde, en una supuesta reunión Igualitaria en un barrio de la ciudad, Korra y sus amigos vieron un corte de energía importante en la zona, que resultó ser causado por Tarrlok y varios oficiales de policía de acuerdo con una nueva ley contra los no maestros. Los No Maestros de la zona pidieron ayuda a Korra, que enfrentó a Tarrlok sin éxito. Ella decidió intervenir y tratar de liberar a los inocentes, con gran disgusto del concejal, quien arrestó a todos los amigos de Korra. Más tarde esa noche, Korra y Tenzin hablaron con Saikhan en la sede de policía, pidiéndole que libere a sus amigos y a los No-Maestros, pero el Jefe se negó alegando que debían esperar.
Más tarde esa noche, Korra salió de la isla en Naga y se dirigió al Ayuntamiento, donde se enfrentó a Tarrlok respecto a sus acciones radicales. Él propuso que si estaba de acuerdo en trabajar con él, sus amigos serían liberados, pero el Avatar se negó y lo comparó con Amon, lo que enfureció al concejal, quien la atacó. Un duelo se produjo entre los dos. Korra parecía haber ganado el duelo cuando sacó al Concejal de su oficina y bajando a la sala de la reunión del Consejo con un ataque de Tierra Control, dejando a Tarrlok sin una fuente de agua. Sin embargo, al momento que ella preparaba dos explosiones de fuego en dirección a Tarrlok, él reveló su habilidad para controlar el cuerpo Korra con Sangre Control, arrojándola luego a través de la habitación, dejándola inconsciente. Ella tuvo otra visión de Aang, Sokka, Toph, y el mismo hombre desconocido, que ejercía Sangre Control sobre todos los presentes en la habitación mientras que Aang trataba de detenerlo. Cuando Korra despertó, se encontró atada en la parte trasera de un coche de policía, Tarrlok entonces le dijo que nunca volvería a ver Ciudad República de nuevo, porque se la iba a llevar donde nadie pudiera encontrarla.

### Encarcelada y aislada
Tarrlok llevó a Korra a las montañas y la encerró en una pequeña caja de metal en el sótano de una choza pequeña. En el contenedor, Korra decidió meditar sobre sus visiones anteriores y, finalmente, se conectó con Aang, ya que tuvo más visiones de Aang luchando contra un poderoso Maestro Sangre, un criminal llamado Yakone. Durante un juicio en el que fue encontrado culpable, él ejerció su habilidad sobre toda la corte dejándolos inconscientes, y forzando a Toph a que lo liberara de sus esposas. Yakone escapó, pero Aang entró en Estado Avatar y persiguió a Yakone, donde lo acorraló, y despojó al Maestro de sus capacidades de Control. Korra se dio cuenta de que Aang estaba tratando de advertirle acerca de Tarrlok y su relación con Yakone. El concejal luego regresó a la "prisión", donde finalmente admitió que Yakone era su padre y que ahora dejaría a la Ciudad República con Korra como su rehén.
Antes que nada pudiera suceder, la choza fue invadida por Amon. Korra escuchó a Tarrlok ser despojado de su Control, quien ordenó a sus bloqueadores chi que electrocutaran la celda de Korra. Korra ingeniosamente tomó una de las bandas de sus brazos y envolvió uno de los extremos alrededor de una de las barras de metal en la parte superior de la caja y se aferró a la tela. Aunque recibió una descarga eléctrica, esta fue muy leve, lo que le permitió mantenerse consciente. Se escapó de la caja, eludiendo secuaces de Amon y finalmente escapó. Ella se deslizó por una pendiente nevada y tropezó a toda velocidad con una rama, que la golpeó con un árbol. El golpe la dejó inconsciente, pero Naga la descubrió y la llevó a casa.
Caminaron por el bosque hasta que llegaron a Ciudad República, donde Naga vagaba por las calles. El Equipo Avatar - junto con Lin y Tenzin - finalmente la encontró, después de haber oído los aullidos de Naga, mientras buscaban a Korra en Oogi. Mako, visiblemente preocupado por Korra de antemano, le dijo a todo el mundo, que le dieran un poco de espacio abriéndose camino entre Lin y Tenzin, que estaban alrededor de Korra, y la levantó, acunando el Avatar en sus brazos. Él la tumbó sobre Oogi, corriendo el pelo de su cara mientras le aseguraba, "Ahora estás a salvo." Ella le devolvió la sonrisa, feliz de estar cerca de él nuevamente. El Equipo Avatar, Lin, y Tenzin luego volaron a su casa en Oogi, aliviado de que el Avatar estaba sano y salvo.

### Caída de Ciudad República
Después de haber sido encontrada, Korra fue llevada de vuelta al Templo Aire de la Isla por el resto del Equipo Avatar, Lin y Tenzin. A medida que Korra se recuperaba de la terrible experiencia, Mako se mantuvo a su lado e incluso sostuvo la mano de Korra, mientras que Asami veía en secreto desde la puerta. Poco después, el Equipo Avatar, Lin y Tenzin disfrutaron de una comida con Pema y los niños. Después de comer un poco, Korra admitió que los alimentos de Pema estaban empezando a hacerla sentir como ella otra vez. Tenzin, a continuación, la animó a contar su historia. Korra explicó que Tarrlok era hijo de Yakone, sorprendiendo tanto a Lin como a Tenzin. Cuando le preguntaron cómo había escapado de Tarrlok, Korra respondió que Amón había aparecido de la nada, despojó de su Control a Tarrlok, y lo capturaron. También contó cómo estuvo a punto de ser capturada también. Tenzin, expresó su temor de como Amón se estaba convirtiendo en una figura intocable que secuestraba un concejal y casi la capturando al Avatar. Entonces le dijo al grupo que tenía miedo de que Amon estuviera empezando a ejecutar su juego final.
Al día siguiente, Amon y sus aliados comenzaron un ataque en Ciudad de la República, a partir de la captura de todos los miembros del consejo, con la excepción de Tenzin, que fue capaz de defenderse de sus atacantes. Al ver la devastación desde la isla, Korra y sus amigos viajaron a la ciudad con la esperanza de ayudar en la batalla contra sus enemigos. Usando el Satomóvil de Asami, condujeron a la comisaría donde Tenzin estaba siendo capturado. La banda derrotó a los Meca-Tanques, evitando la captura del Maestro del Aire Control.
Al ver una nave acercándose al Templo Aire de la Isla, Tenzin y el Equipo Avatar viajaron en Oogi y llegaron a la isla. Una vez que lograron repeler a los atacantes con éxito, Tenzin ordenó la evacuación de la isla a sabiendas de que más aeronaves no tardarían en llegar. Tenzin le dijo Korra que se escondiera y fuera paciente, por el momento, prometiéndole que volvería al garantizar la seguridad de su familia. Él le aseguró que las Fuerzas Unidas no tardarían en llegar y ayudarían a equilibrar las fuerzas contra la amenaza que se cernía sobre la ciudad. Korra estuvo de acuerdo y dejó la isla con Mako, Bolin, y Asami sobre Naga. Luego huyeron a Ciudad República, donde ella y el resto del Equipo Avatar se ocultaron en una tubería de agua aislada. Allí, Korra tristemente contempló el Templo Aire invadido hasta que Mako le dijo que tenían que mantenerse en movimiento. A continuación, puso su brazo alrededor de Korra, y la guio por la tubería.
Poco después, la comunicación que Tenzin había enviado a las Fuerzas Unidas se recibió, informando que la ciudad había caído bajo el control de Amon. Una gran fuerza había sido enviada para ayudar a la ciudad, encabezado por el General Iroh. Iroh le dijo a su subordinado que respondiera que sus fuerzas llegarían en un plazo de tres días, y que esperaba recuperar la ciudad, juntos.

### Derrota de Amon
Mientras se escondía dentro del sistema de alcantarillado de la ciudad, Korra y Mako robaron uniformes de bloqueadores chi y se infiltraron en varias reuniones igualitarios para estar al día sobre los movimientos de Amon. Korra estaba cada vez más inquieta y agitada por ser tildada de cobarde por "huir", diciendo que debería volver allí y "golpear algunas cabezas", pero Mako le aconsejó ser paciente, asegurándole que cuando el General Iroh llegara "Amon sería el que huiría". Después de dejar el discurso de Hiroshi, los dos se reunieron con Bolin y Asami, y cenaron con Gommu. Más tarde esa noche, cuando ninguno de los dos podía dormir, Mako le dijo a Korra que debido a todo lo que había sucedido, no podía imaginar su vida sin ella. Él continuó diciendo que Korra era la persona más leal, valiente y desinteresada que había conocido. Sintiéndose halagada y correspondiendo sus sentimientos, Korra sugirió que descansaran un poco antes de que las Fuerzas Unidas llegaran por la mañana.
Cuando el General Iroh se acercaba a la ciudad, la flota de las Fuerzas Unidas fue destruida rápidamente por unas nuevas aeronaves de alta velocidad. Korra saltó al agua para ayudar a las naves. Ella y la flota trataron de defenderse de los biplanos, pero fue en vano. Sin embargo, en el agua, ella pudo desviar torpedos para destruir un biplano y usó un témpano de hielo para destruir una de las alas de otro. Se las arregló para rescatar a Iroh de su caída en el océano y él le dio las gracias por haberle salvado la vida. Korra trató la quemadura del Iroh en el campamento, quien expresó que con los biplanos alrededor sería imposible para la flota de refuerzo recuperar la ciudad. Con la ayuda del grupo, Iroh dedujo la ubicación de la pista de aterrizaje, y todo el mundo se dispuso a salir. Korra, sin embargo, se negó a ir, ya que creía que era su deber permanecer en la ciudad y hacerle frente a Amon. Mako decidió acompañar a Korra, mientras Iroh, Bolin y Asami se encargaban de destruir las aeronaves. Iroh no estaba dispuesto a dejar que Korra fuera, pero recordó que su abuelo, Zuko, confiaría en los instintos del Avatar, por lo tanto, él también lo haría. Korra y Bolin se abrazaron despidiéndose, y se fue con Naga.
Korra y Mako volvieron al Templo Aire de la Isla con la esperanza de emboscar a Amon, pero en su lugar, encontraron a Tarrlok. El exconcejal le dijo Korra y Mako que él y Amon eran hermanos. Él procedió a contarle su infancia, y que Amon era en realidad un Maestro Sangre muy poderoso. Korra se dio cuenta de que tratar de emboscar a Amon directamente sería una idea horrible. En cambio, ideó un plan para exponerlo como un Maestro en frente de sus seguidores, a sabiendas de que la Revolución se derrumbaría si lo hacía. Los dos se fueron a la manifestación de Amon en la antigua Arena de Por-Control, sin que Tarrlok se disculpara con Korra por sus acciones, pidiendo que detuvieran a Amón y así "poner un fin a esta triste historia". Korra quiso liberar a Tarrlok, pero él se negó, diciendo que su hermano se daría cuenta de que estuvieron con él.
Una vez que Korra y Mako llegaron a la Arena, el Avatar le dijo a los seguidores de Amon que era realmente un mentiroso, que su nombre real era Noatak, que era un Maestro, el hijo de Yakone y hermano del Concejal Tarrlok. Sin embargo, Amon dio la cara y mostró sus "cicatrices", por lo que sus seguidores pensaron que Korra estaba era quien mentía. Korra se quedó estupefacta y Mako sugirió que escaparan. Amon invitó a Korra a quedarse y mirar el evento principal, y reveló que había capturado a Tenzin y su familia. Korra se angustió, pidiéndole a Amon que dejara ir a los últimos Maestros Aire. Mako disparó un rayo en dirección a Amon, que apenas esquivó el ataque. Mako y Korra usaron Fuego Control para impulsarse hacia el escenario, liberar a Tenzin y su familia, y escapar hacia el corredor.
Mientras que Tenzin y sus hijos escapaban para salvar a Pema y Rohan, Mako y Korra se retiraron y escondieron en una de las salas de práctica. Amon los persiguió y usó Sangre Control en Korra. Mako trató de detenerlo, pero fue sometido también. Korra posteriormente fue despojada de sus capacidades de Control, mientras que Mako observaba el evento con horror y rabia. Korra intentó ponerse de pie y luchar contra Amon, pero estaba demasiado débil y se derrumbó. El líder de la revolución se acercó a Mako, con la intención de eliminar también su Control. Sin embargo, Mako atacó a Amon con un rayo, liberándose del agarre de este último. Mako cogió a una Korra apenas consciente, que débilmente se lamentó de haber perdido su Control. Amon se recuperó rápidamente y siguió a Mako, ejerciendo control sobre su sangre una vez más preparándose para eliminar su Fuego Control. Sin embargo, en el último momento, Korra reaccionó instintivamente para defender Mako y derribó a Amon con una ráfaga de aire.
Amon fue sorprendido por el Aire Control de Korra, aunque ella misma estaba muy sorprendida por sus nuevas habilidades. Ella empezó a lanzar golpes de aire contra Amon, que fue incapaz de recuperar una posición firme. Amon pudo ejercer Sangre Control en Korra otra vez pero ella se liberó de su técnica y las arregló para expulsar a Amon por una ventana, quien cayó en el agua. La máscara de Amon se soltó de su cara y sus "cicatrices", que eran solamente el maquillaje, se desvaneció en el agua. Como Amon a punto de ahogarse, él utilizó su Agua Control para impulsarse fuera del agua instintivamente frente a la multitud, que se desilusionaron después de que sus mentiras quedaron al descubierto. Amon huyó de la batalla, después de haber perdido el apoyo de sus seguidores, mientras que Mako trataba de detenerlo sin éxito. Mako abrazó Korra, que aún estaba débil por la pérdida de su Control.

### Avatar Korra
Mako y Korra se reunieron con Bolin, Tenzin y su familia, Lin, Asami y también Iroh en el Templo Aire de la Isla y observaron como el Comandante Bumi llegaba con el resto de la flota. Tenzin elogió Korra por salvar Ciudad República, pero ella estaba angustiada tanto porque Amon se había escapado y porque su identidad como Avatar había quedado corrompida.
Todos, menos Iroh y Bumi, acompañaron a Korra a la Tribu Agua del Sur, donde se reunió con sus padres y Katara. A pesar de sus mejores esfuerzos, Katara no pudo reparar el bloqueo que mantenía Korra sin Control sobre los otros tres elementos. Una triste Korra salió de la otra habitación, a pesar de las garantías de sus amigos y familiares de que las cosas estarían bien, salió diciendo en voz baja que no lo estarían.
Al ver que Korra no se sentía bien y que necesitaba a alguien, Mako la siguió, con intención de consolarla. Con triste hostilidad, Korra le dijo que regresara a Ciudad República, diciendo que, como ella ya no era el Avatar, Mako no le debía ningún favor. Mako le dijo que no le importaba si ella era el Avatar o no, y explicó cómo "se volvió loco" cuando fue secuestrada por Tarrlok porque tenía miedo de que él nunca la vería de nuevo. Le dijo a Korra que la amaba, pero ella estaba demasiado inmersa en frustración y desesperación como para decir lo mismo, tanto es así que se escapó en Naga, llorando.
Korra salió corriendo hacia el borde de la tundra, con vista al océano y se desplomó. Ella comenzó a llorar desconsolada cuando vio a un hombre con traje de Nómada Aire detrás de ella. Suponiendo que era Tenzin, ella le dijo que se fuera, pero el hombre respondió: "Pero eres tú quien me llamó". Al darse la vuelta, Korra descubrió que el hombre era el Avatar Aang, proclamando el fin de su incapacidad para conectarse con los espíritus de los Avatares anteriores.
Korra se sorprendió al ver a Aang, quien le dijo que por fin se había conectado con su "yo" espiritual. Cuando Korra le preguntó cómo, Aang le dijo: "Cuando llegamos a nuestro punto más bajo, estamos abiertos al mayor cambio". Todas las anteriores encarnaciones del Avatar aparecieron detrás de Aang, quien entonces utilizó Energía Control para restaurar el Control de Korra. A medida que sus vidas pasadas se desvanecían, Korra entró en el Estado Avatar y controló los cuatro elementos por primera vez. Cuando salió del Estado Avatar, se dio la vuelta y vio de pie a un asombrado Mako cerca de Naga. Él le sonrió cálidamente y se acercó a ella. A cambio, ella corrió a sus brazos y lo besó, finalmente, reafirmando su amor hacia él.
Korra y Mako volvieron con sus amigos y familiares. Ella usó la Energía Control, restaurando la Tierra Control de Lin Beifong en un templo. Todo el mundo vio con asombro y admiración como Lin levantaba varias piedras grandes, lo que confirmó que el Control de Lin había regresado. Ella le agradeció a Korra y Tenzin se acercó a ella, diciendo que estaba orgulloso de ella y llamándola "Avatar Korra".

### Tribu Agua del Sur
Seis meses después de la derrota de Amon, Ciudad República entra en una etapa de paz y tranquilidad, se disuelve el Consejo y la República Unida de Naciones elige a su primer presidente, el Equipo Avatar y la familia de Tenzin viajan al polo sur para asistir al Festival Glaciar de los Espíritus. Una vez allí, Korra conoce a Kya, la hermana maestra agua de Tenzin, esperando la llegada del Jefe de la Tribu Agua del Norte y también tío de Korra, Unalaq, intenta persuadirla a para ser su instructor sobre los espíritus, pero tanto el padre de Korra como Tenzin afirman que ella tiene que centrarse en su Aire Control. Sin embargo, durante el festival, Korra descubre que eran su padre y Tenzin en lugar del Avatar Aang los que la mantuvieron encerrada, y después de los ataques un espíritu oscuro, Unalaq demuestra una extraña habilidad que es curar a los espíritus oscuros y devolverles la luz que existe dentro de ellos, Korra tras ver el fracaso de su padre y su mentor frente al espíritu, interrumpe sus estudios bajo la tutela de Tenzin y elige a Unalaq como su instructor Espiritual.
Emocionada por empezar su nuevo entrenamiento Unalaq explica a Korra que debe abrir un portal espiritual ubicado en el Polo Sur, Korra acepta adentrarse en la tundra y hacer el peligroso viaje al Polo Sur, Mako, Bolin, Tonraq y los primos de Korra se les unen en la travesía. Durante el gélido viaje el grupo es acechado por espíritus oscuros, Unalaq obliga a Tonraq a confesarle a Korra por qué nunca la ha llevado a la Tribu Agua del Norte: Tonraq fue desterrado por su padre tras haber sido la causa de la casi destrucción de la tribu, a manos de unos espíritus oscuros que salieron furiosos por la destrucción de un bosque sagrado que sirvió de escondite de unos bárbaros que amenazaron a la Tribu Agua del Norte. Korra decepcionada, mantiene su distancia con su padre. Durante el viaje, el grupo fue atacado por espíritus oscuros pero éstos logran salir de esa amenaza gracias a las habilidades espirituales de Unalaq, estando a salvo el grupo, Tonraq sugiere la retirada pero Korra rotundamente le exige a su padre que se vaya él solo, continuando el viaje sin Tonraq, llegan todos a las cercanías del portal espiritual, Korra se adentra en el bosque congelado pero es atacada por espíritus oscuros, a punto de ser superada, Korra logra abrir el portal espiritual usando el Estado Avatar y restaura el equilibrio y le devuelve las luces espirituales al Sur.

### Guerras Civiles
Korra intenta mantenerse neutral mientras las tensiones entre las Tribus Agua del Norte y del Sur aumentan, los sureños se sienten invadidos por la Tribu del Norte, es por eso que Korra asiste a una reunión de opositores en contra de las acciones de Unalaq, Korra sale a las calles a calmar a los surenos rebeldes pero por la intervención de su padre en su gestión como Avatar, ella se retira y es cuando en su casa la espera su madre, Korra le reclama a su madre por haberle ocultado la verdad de su padre y el porqué de su encierro en el Polo Sur, Senna tratando de calmar a Korra le dice que Varrick estaba planeando una rebelión en contra de Unalaq y que no sabía si su padre estaba apoyándolo, molesta Korra se dirige a la morada de su tío y es sorprendida por rebeldes que llevaban a un Unalaq inconsciente, Korra detiene a los rebeldes y descubre que su padre no estaba involucrado con el ataque, Unalaq acuerda hacerle un juicio a los rebeldes pero mientras Korra se disculpa con su familia por los errores que cometió, inesperadamente Unalaq y cuatro guardias del Norte se llevan a Tonraq y a Senna y son sometidos a un juicio, durante el juicio Senna es declarada inocente pero Tonraq y el resto de los rebeldes son condenados a muerte, Korra furiosa por tan cruda condena amenaza al juez que si les quitaba la vida ella le quitaría la de él, Unalaq intenta conciliar con el juez y cambia su condena a vivir en prisión, Senna destrozada se consuela con Korra y tras la impotencia de ver a su madre llorando, Korra y Naga persiguen al juez y lo amenazan para que libere a su padre, entre palabras el juez confiesa que fue Unalaq quien planeó todo tal cual como lo hizo cuando desterró a Tonraq de la Tribu Agua del Norte: Unalaq había contratado a los bárbaros que atacaron la Tribu Agua del Norte y les dijo que se escondieran en el bosque espiritual sabiendo que su hermano iría tras ellos. Furiosa, Korra pide ayuda a Mako, Bolin, Asami y Varrick para rescatar a los rebeldes y expulsar a Unalaq del Sur. Cuando llegan a la prisión se dan cuenta de que no había nadie ya que Unalaq había enviado a Tonraq y a los rebeldes a ser sentenciados en el Norte, descubierto Unalaq, se libra una batalla donde Korra derriba a su tío con Aire Control, Reunido el equipo, se dirigen a rescatar a los rebeldes, en alta mar encuentran al barco y rescatan a Tonraq junto con los rebeldes del Sur, Korra le cuenta a su padre la verdad de su hermano y sobre su destierro y se inicia la guerra entre las Tribus Agua, Tonraq le pide a Korra que vaya a Ciudad República a buscar ayuda de las Fuerzas Unidas, el Equipo Avatar y Varrick zarpan a Ciudad República.

### Regreso a Ciudad República
El Equipo Avatar llega a la ciudad para enfocarse en sus responsabilidades, Korra asiste a una marcha pacífica de la población de la Tribu Agua del Sur que reside en la Ciudad, el centro cultural del Sur es atacado, dicho ataque hace que Korra asegure que el Norte acosa a los sureños, en la reunión con el Presidente Raiko, organizada por Varrick,  el Avatar le pide al Presidente que se una a las fuerzas del sur para gabar la guerra contra el Norte, Raiko muy diplomático se niega a ayudar ya que esos son asuntos no le conciernen a la República, Korra confundida es aconsejada por Varrick y planean pedirle ayuda al General Iroh, en plena reunión, el Avatar y el Comandando Iroh son sorprendidos por el Presidente y frustra sus planes de guerra, Iroh aconseja a Korra diciéndole que vaya a la Nación del Fuego a pedirle ayuda a su madre La Señora del Fuego y a su abuelo Zuko. Korra deja a Naga en los cuidados de Bolin, este le dice que fue Mako quien la delató con el presidente, cosa que causó la ruptura de Mako con el Avatar Korra. Cuando Korra se dirigía en un bote a la Nación del Fuego es atacada por sus primos, estos fueron superados por el vórtice de agua de Korra pero cuando las cosas parecían mejorar para el avatar, ésta es sorprendida por un espíritu oscuro gigante, Korra usando su prematura habilidad para calmar espíritus no logra ser suficiente y este la hunde en el océano, apareciendo luego sin memoria en una Isla Tropical perteneciente a la Nación del Fuego.

### Comienzos
Luego de haber aparecido sin memoria en una isla de la Nación del Fuego, Korra es llevada por unos maestros fuego para tratar de sanar su espíritu, Korra se conecta con sus vidas pasadas, Aang, Roku, Kyoshi y Kuruk. Estos le advierten de que si no recuperaba su memoria, la era del Avatar terminaría, Kuruk cierra su consejo diciéndole que regrese al pasado y encontrara a Raava, aparece ante ella en su visión un joven llamado Wan, este le explicaría como se convirtió en el primer Avatar.
Korra conoce la historia de como Wan se convirtió en el primer Avatar: se unió con el gran espíritu de la Luz y la Paz, Raava para derrotar a Vaatu, el gran espíritu de la Oscuridad y el Caos. Wan y Raava viajaron por todo el mundo buscando leones tortugas para que le otorgaran al joven el poder de cada elemento para así fusionar su poder con Raava y derrotar a Vaatu en la Convergencia Armónica. Raava explica a Wan que Vaatu no puede derrotarla más de lo que ella puede derrotar Vaatu, uno no puede existir sin el otro, que así Raava logre derrotar a Vaatu, este regresará 10.000 años después para volver a luchar, lo mismo sucedería si Vaatu la derrotara.
Wan y Raava llegan al mundo espiritual por el portal del Sur y se enfrentan a Vaatu en una épica batalla, cuando Vaatu estaba a punto de darle el golpe de gracia, llega la Convergencia Armónica y Wan usa la energía que irradian los portales y se fusiona con Raava, creando así el espíritu del Avatar y al Maestro de los Cuatro Elementos. el Avatar Wan encierra a Vaatu en una prisión y cerró los portales espirituales para que no se liberara de su prisión, diciéndole al mundo sobre su misión como el puente entre ambos mundos y el responsable de mantener la paz y el equilibrio en el mundo. 
El espíritu de Wan despide su mensaje con el último aliento que hizo antes de morir, se lamentó con Raava por no tener tiempo suficiente para traer paz, Raava le explicó que iban a estar juntos durante todas sus vidas y que nunca se rendirían. el Avatar Wan muere y da inicio al ciclo del Avatar.
Korra despierta de su viaje espiritual recordando todo sobre ella y lo que debía hacer, una anciana maestra fuego le advierte que la Convergencia Armónica llegaría en unas semanas, se fue en un bisonte volador para cerrar el portal del Sur antes de la Convergencia Armónica.

### Viaje al Mundo Espiritual
Korra llega al Templo Aire del Este a pedirle ayuda a Tenzin para entrar al mundo espiritual. Tenzin usa sus técnicas espirituales pero no logra tener éxito, por otra parte, Jinora afirma conocer un método y es que ella es amiga de espíritus conejos-libélulas, ellos los guían a un antiguo círculo de meditación de Nómadas Aire pero Tenzin sigue siendo incapaz de meter a Korra en el mundo espiritual, Kya sabiendo que Jinora posee habilidades espirituales superiores a Tenzin, lo convence de dejar a Jinora guiar a Korra dentro del mundo espiritual, Tenzin resignado acepta y Jinora logra entrar junto con Korra.
Dentro, ellas son sorprendidas por espíritus y son arrastradas a unas aguas espirituales donde se separan, Korra llega a un busque de oscuridad donde su ignorancia espiritual la hace regresar a su aspecto de niña de 4 años, mientras que Jinora logra salir a un sitio con Luz y se encuentra con un amigo espíritu conejo-libélula. Korra bebé asustada se encuentra con un viejo amigo del Avatar Aang, Iroh, el tío del Señor del Fuego Zuko, este la guía a una fiesta del té y le da consejos espirituales, Korra decidida se adentra en un viaje para encontrat a Jinora pero deberá primero ayudar a un amiguito animal a sanar sus heridad, más tarde Korra logra con éxito su favor y este se lo retribuye llevándola al portal espiritual, cuando estuvo a punto de cerrar el portal del Sur, es provocada por Vaatu pero esta ignora sus amenazas, es ahí cuando aparece Unalaq con Jinora como prisionera, Unalaq advierte a Korra que si no abría el portal del Norte dañaría al espíritu de Jinora provocando así su muerte, Korra sin otra alternativa abre el portal del Norte, seguidamente Jinora es secuestrada por un espíritu oscuro pero cuando Korra va en su rescate, Unalaq la acata con agua control e intenta dañar el espíritu de Korra pero ésta es rescatada por su amigo animal y regresa al mundo espiritual perturbada por haber dejado a Jinora dentro e indefensa, Tenzin con el alma en pedazos al ver a su hija sin reaccionar se van volando en Oogi hasta Ciudad República para reestructurar el Equipo Avatar y pedirle ayuda una vez más al presidente Raiko para vencer a Unalaq.
Raiko nuevamente se rehúsa a ayudar pero Varrick les otorga un buque de guerra con Meca-Tanques y Aeronaves para enfrentar las tropas del Norte.

### Convergencia Armónica
El Equipo Avatar, Tenzin, Bumi y Kya llegan a la Tribu Agua del Sur, se reúnen con Senna y Katara, Senna le dice Korra sobre la captura de su padre y la victoria de Unalaq, Katara usa sus habilidades curativas para traer devuelta al espíritu de Jinora pero no tiene éxito, el equipo completo se dirige al portal del Sur, Asami, Mako y Bolin en un Avión de Varrick atacan el campamento de Unalaq mientras Korra, Tenzin, Bumi y Kya vuelan en Oogi directamente al portal, pero son superados por los solados, Desna y Eska, luego de reunirse como prisioneros, son visitados por Unalaq y son testigos de como él anuncia el fin del Avatar y el comienzo del Avatar Oscuro.
Gracias a Naga, Bumi y Pabu, el equipo se libera de la custodia de los primos de Korra y se dirigen al mundo espiritual dejando a Asami atrás para que se llevara a Tonraq en Oogi con Katara. Entrando al mundo espiritual, Tenzin, Bumi y Kya se van a buscar a Jinora, Mako y Bolin distraen a Unalaq mientras Korra cierra el portal del Sur, pero no es suficiente y justo cuando cerraba el portal, llega la Convergencia Armónica y Vaatu se libera de su prisión. 
Korra expulsa a Unalaq del mundo espiritual e impide que se fusione con Vaatu. Mako y Bolin van tras él para impedir que regrese mientras Raava a través de Korra vuelve a luchar contra Vaatu. El Avatar muestra superioridad ante el malvado espíritu y logra domarlo una vez más. Mako y Bolin son sorprendidos por Desna y Eska y caen derrotados, Unalaq regresa al mundo espiritual y justo cuando Korra estaba por encerrar de nuevo a Vaatu, Unalaq la ataca por sorpresa y la debilita. Con el Avatar derribado, Unalaq aprovecha el tiempo y se fusiona con Vaatu y da el nacimiento al Avatar Oscuro. 

### Raava vs Vaatu
Unalaq anuncia la llegada de su nueva orden espiritual afirmando que llegó el fin de la era de Raava, Korra decidida se embiste contra Unalaq y empieza la épica batalla entre el bien y el mal. Korra muestra su fuerza y su poder ante Unalaq, pero su tío logra demostrar su nuevo poder aunque solo domine el agua. Unalaq logra derribar a Korra acorralándola en una grieta de hielo a punto de terminar con su vida pero justo antes de Korra darse por vencida, Raava aparece y le habla a Korra ("!Korra, esta pelea no ha terminado! ¡Vaatu no puede ganar, no te rindas a 10.000 años de oscuridad! ¡Tú eres el Avatar!") Korra entra en Estado Avatar y contraataca a Unalaq con una poderosa ráfaga de Aire Control. 
Durante la dura batalla entre el bien y el mal, Korra y Unalaq se enfrentan cara a cara pero este se aprovecha de la situación y le desgarra a Raava del cuerpo de Korra usando Energía Control. Korra debilitada ve cómo el espíritu de la luz es azotado por Unalaq rompiendo así su vínculo con los Avatares anteriores, Unalaq da su golpe final y destruye a Raava, terminando así el ciclo del Avatar. Unalaq y Vaatu se convierten en un espíritu maligno gigante y dan inicio a 10.000 años de oscuridad. 

### La Última Esperanza
Tenzin, Bumi y Kya encuentran a Korra, Mako y a Bolin inconscientes, Kya los trae devuelta, Korra explica lo que sucedió a Tenzin y afirma que es la última Avatar y que el ciclo se ha roto. Unalaq y Vaatu viajan a Ciudad República para destruirla. Tenzin habla con Korra y le explica que aún queda una última esperanza, Ambos llegan a la prisión de Vaatu y Tenzin explica a Korra sobre la verdad de esa prisión: el Árbol del Tiempo es un lugar que recientemente fue prisión de Vaatu pero, mucho antes de eso, era usado por los antiguos para conectarse con la Gran Energía Cósmica del Universo, Korra entra en el Árbol del Tiempo y logra conectarse con su espíritu, escena muy similar a cuando Aang estaba por dominar el Estado Avatar en el episodio "El Gurú" del Libro 2: Tierra. Se trata de la proyección del espíritu en una representación gigante y Cósmica del Avatar. Korra logra proyectar su espíritu y viaja a Ciudad República a enfrentarse una vez más al Avatar Oscuro. 
La ciudad es testigo de una épica batalla entre Korra y el Avatar Oscuro. Korra logra derribar a Vaatu pero, al no ver rastros de Raava en su interior, Vaatu contraataca a Korra y la derrota una vez más. Justo cuando Vaatu estaba por eliminar a Korra aparece el espíritu de Jinora con una renacida Raava, Korra aprovecha la ayuda de Jinora y libera a Raava del cuerpo de Vaatu y usa las habilidades que aprendió de su tío para cortar el ciclo del Avatar Oscuro y poner fin a la vida de Vaatu y Unalaq, Raava advierte a Korra de que si no regresaban lo antes posible al mundo espiritual la Convergencia Armónica terminaría y no podrían fusionarse de nuevo, Korra se lleva a Raava y a Jinora al mundo espiritual, Jinora se despide de su padre con un ("Nos veremos pronto papá"), la Korra Cósmica regresa a su cuerpo y sube al cuerpo de Raava para fusionarse de nuevo, terminando la Convergencia Armónica, Raava y Korra logran fusionarse, dando inicio al nuevo ciclo del Avatar.

### Una Nueva Era
Korra decide dejar los portales abiertos para que los humanos y espíritus puedan convivir en paz y armonía. Korra decide romper con Mako definitivamente despidiéndose con un beso.
Seguidamente Korra anuncia a la Tribu Agua del Sur el fin de la guerra entre las Tribus Agua, Unalaq había sido derrotado, las tropas del Norte regresaron a su hogar, las Tribus Agua siempre serían aliadas. Korra anunció la independencia del Sur con el Norte nombrando a Tonraq como el nuevo jefe de la Tribu Agua del Sur. El mundo había sufrido un cambio gracias a la energía de la Convergencia Armónica, le explica a la gente la razón del porqué dejó los portales abiertos y que ya no sería más el puente, afirma que su misión será guiar al mundo a la paz y al equilibrio anunciando el inicio de una nueva Era.

### Cambios
Ciudad República entra en caos, las enredaderas dejadas por Vaatu deja a los ciudadanos en condiciones precarias, Los espíritus empiezan a convivir en la ciudad con los humanos pero eso ha causado molestias a los ciudadanos, Korra asume su responsabilidad e intenta eliminar las enredaderas pero no tiene éxito, por otro lado, Bumi intentando hacerle un regalo a Bum-Ju, se cae de una rama hacia un acantilado, en el momento antes del golpe Bumi en una reacción de defensa empieza a hacer Aire Control de la nada, cosa que causó que el nuevo maestro aire fuese a mostrarle sus habilidades a sus amigos y hermanos. Mako recibe una llamada de emergencia de un hombre y este acude a él, Mako llega a la casa y ve cómo todo está destruido, el sujeto afirma que su hermano de la nada empezó a hacer Aire Control pero Mako incrédulo no le cree sino hasta que es sorprendido por un ataque del nuevo maestro aire, Lin y Mako van a la Isla del Templo del Aire para darle la noticia a Tenzin, mientras tanto Korra y Asami son sorprendidas por un espíritu que termina dándole una idea a Korra de como eliminar las enredaderas, Korra usa la habilidad que aprendió de Unalaq y elimina las enredaderas por unos instantes pero eso causó que el brote fuese más fuerte y por poco las enredaderas derriba un edificio entero de no ser por Bolin y Lin, Korra desesperada empieza a meditar para intentar establecer conexión con los Avatares anteriores pero no tiene éxito, Tenzin acude a ella y le explica que no debe sentirse mal porque no complazca a la gente de la ciudad ya que eso es trabajo del presidente, le dice que su trabajo es velar por el equilibrio y la paz en el mundo entero, Tenzin afirma que la hazaña de Korra en la Convergencia Armónica causó que el mundo consiguiera más equilibrio trayendo de nuevo a los maestros aire, que eso es un acto de un gran Avatar, Bolin interrumpe la conversación advirtiendo de que el maestro aire estaba en el puente Kyoshi a punto de suicidarse, éstos se dirigen hasta su ubicación y Korra concilia con el maestro aire para que se entrenara con Tenzin en el Templo Aire de la Isla, accidentalmente este cae del puente pero Korra lo salva de una brutal muerte, Después de que el peligro terminara aparece el presidente Raiko furioso y destierra a Korra de la ciudad, Korra sin importarle le dice a Tenzin que su nuevo camino será encontrar a los nuevos maestros aire del mundo entero y reconstruir la nueva Nación del Aire. 
En un lugar desconocido e inhóspito, se encuentra una prisión custodiada por guardias del Loto Blanco, abren la prisión para darle comida al prisionero, este prisionero resulta ser muy extraño, ya que conoce mucho sobre la cultura Nómada Aire, y gracias a la Convergencia Armónica este se convirtió en un nuevo maestro aire, usando sus nuevas habilidades escapó de la prisión y proclamó el fin del Loto Blanco y el fin del Avatar. Este es Zaheer, líder de la secta del Loto Rojo, una organización que desea eliminar al Avatar y a las Cuatro Naciones, estableciendo así una especie de anarquía en donde todos son iguales y no hay ley. Korra lucha contra ellos en muchas ocasiones, como por ejemplo cuando está en la Ciudad de Metal, lugar de residencia de la hermana menor de Lin Bei Fong, Suyin, cuya única hija mujer, Opal, es ahora una maestra Aire.

## Características y personalidad
A simple vista Korra es feroz e independiente. Sin embargo, bajo esa apariencia dura, posee una fuerte lealtad hacia sus compañeros y una pasión admirable que se ve en momentos en que expresa su amor hacia cosas como Pro-Control, Naga, Asami, o su familia y amigos. Su estilo ofensivo de batalla sugiere que siempre está lista para iniciar o aumentar a un desafío y es extremadamente rápida, ingeniosa e impulsiva, especialmente en situaciones acaloradas. Por desgracia, como un "Avatar en formación", carece de la percepción del daño que el Control es capaz de hacer, y sus decisiones precipitadas suelen dar lugar a insultar a otros accidentalmente.
Viendo el carácter de Korra, Lin dijo una vez a Tenzin, "Difícil de creer que tu templado y dulce padre se reencarnó en esa chica". Su personalidad es, en muchos sentidos, opuesta a la del Avatar anterior, Aang era un pacífico y tímido Maestro Nómada Aire, mientras que Korra es dura, impaciente, terca, sarcástica y asertiva. Sin embargo, como Aang, ella también tiene un buen sentido del humor y entusiasmo, y un encanto adolescente vulnerable.
La falta Korra de conocimiento espiritual, resultó ser un gran obstáculo para su formación. Admitió que su personalidad es la opuesta a la de un Maestro Aire típico, y como Tenzin señaló, los Avatares tienden a luchar con el arte más opuesto a su personalidad. Debido a esta falta de un centro espiritual en su vida, Korra es impulsiva y por lo tanto, tiene dificultades para ocultar sus verdaderos sentimientos, lo que se puede ver en su reacción al enterarse de que Asami Sato fue la cita de Mako durante la gala que Tarrlok dio en su honor, donde inmediatamente manifestó sus celos siendo más bien hostil hacia Asami.

Debido a su concentración en la parte física del Control, Korra se vio inicialmente bastante preocupada cuando vio "la revelación" de las verdaderas habilidades de Amón durante su demostración, un miedo que se expresa en palabras de Amon en la pesadilla que tuvo poco después, "Una vez que tome tu Control, no serás nada." Este y su encuentro posterior con Amon reveló este miedo. Ella intentó reprimir sus temores por el bien de Ciudad República cuando se unió a la fuerza de tarea de Tarrlok, pero tenía problemas para mantenerse optimista como de costumbre, y, finalmente, tomó la decisión apresurada de convocar a Amon a un duelo uno a uno. Esto indica que es gobernada por sus emociones, incluso cuando se trata de pretender que no existen, dejándola vulnerable a Amón, como lo demuestran los resultados del encuentro.
Al igual que su predecesor inmediato, Aang, Korra asigna una alta prioridad a su posición como el Avatar, a pesar de sus diferentes enfoques. Aunque al principio Aang se sentía incómodo de tener que recurrir a la violencia pura y simple para llevar el equilibrio al mundo, él finalmente desarrolló de una determinación implacable para dar cumplimiento a su destino. Korra, por el contrario, adopta una postura inconformista durante su entrenamiento como el Avatar. Por ejemplo, después de probar el Pro-Control, declaró ante Tenzin que la razón por la que no había podido hacer Aire Control era porque tal vez no lo necesitaba y estaba destinada a centrarse en estilos modernos de combate. Tenzin rápidamente rechazó una propuesta tan absurda, recordándole que el Avatar está destinado a dominar los cuatro elementos a toda costa.

### Relaciones amorosas
En el primer libro tuvo una relación amorosa con Mako. Después terminan su relación al darse cuenta de que no funcionaba. Pero, Tres años después de que se publicara la serie, la compañía Nickelodeon confirmó que había cometido un trauma en la mente de algunos fanáticos de Avatar y dijo que Korra volvió con su exnovio, Mako.

## Habilidades

### Control
Como el Avatar, Korra tiene la capacidad única de utilizar los cuatro elementos, y el potencial para convertirse en el Maestro más poderoso del mundo. Por otra parte, desde que era una niña, Korra ha tenido siempre una afinidad notable por el aspecto físico del Control. Ella también aprendió rápidamente las reglas de Pro-Control, con instrucciones simples de sus compañeros de equipo, impresionándolos después de solo una semana de entrenamiento para convertirse en última instancia, un miembro de alta capacidad de los Hurones de Fuego.
A pesar de su aptitud innata para las artes físicas, luchó con sus aspectos espirituales. A pesar de este problema inicial, poco a poco ha comenzado a conectarse con su lado espiritual a ver visiones de su vida pasada, Aang. Más tarde, después de su encuentro con Amon, todas sus capacidades de Control activas fueron eliminadas, pero le permitió romper por fin su bloqueo de Aire Control y derrotar a Amon. Al hundirse en la desesperación después que Katara, la mejor sanadora del mundo, fuera incapaz de restaurar su pérdida de Control, el espíritu de Korra fue finalmente capaz de, inconscientemente, ponerse en contacto con Aang, quien le devolvió sus habilidades perdidas, así como transmitiéndole su capacidad de hacer Energía Control y entrar al Estado Avatar. Mientras que en el Estado Avatar, Korra es capaz de utilizar un tornado de aire para eleve del suelo, mientras que controla los otros tres elementos en rápida sucesión. Más tarde, después de más formación, Korra se vuelve capaz de entrar fácilmente en este estado con control total de sus acciones, incluso durante una intensa competencia.

### Agua Control
Las habilidades de Agua Control de Korra se manifestaron a una edad temprana, antes de que ella fuera reconocida como el Avatar por la Orden del Loto Blanco. Posteriormente fue entrenada formalmente en el arte durante más de una década por Katara, sin duda, la más grande Maestro de Agua Control viva, Korra ha obtenido un completo dominio de esta arte, además de sus diversas técnicas y habilidades. Ella es capaz de crear grandes paredes de hielo y látigos de agua de gran alcance. Ella también puede lanzarse en el aire y mantener la altura en una gigantesca tromba de agua con facilidad, luchar contra varios ataques aéreos con ataques de agua diferentes, e impulsarse a sí misma, y a otra persona a través del agua a altas velocidades para evitar los ataques. Ella usó sus habilidades de Agua Control para así obtener un puesto en los Hurones de Fuego, quien hace referencia a sí misma como una "Maestro Agua de primera clase". Aunque, presumiblemente, nunca ha aprendido la habilidad ilegal, Korra tiene un conocimiento suficiente de la Sangre Control como para entender completamente la naturaleza de su aplicación. Ella también es una de las pocas personas que están en condiciones de liberarse, incluso después que perdiera su Agua Control y enfrentar a Amon, un maestro incomparable de la habilidad (aunque con dificultad). Por otra parte, ella fue capaz de salir del agarre de Amon y atacarlo con una patada de aire de gran alcance.

### Curación
Korra aprendió la sub-técnica de Agua Control de curación de Katara, a quien Korra y muchos otros consideran la mejor sanadora en el mundo. Ella fue capaz de curar fácilmente tanto el hombro de Bolin después de que un disco de tierra se lo golpeara muy duro como el brazo del General Iroh, que estaba severamente dañado ya que un misil había explotado muy cerca suyo, calmando así su dolor.

### Tierra Control
Las habilidades de Tierra Control de Korra también se manifestaron a una edad temprana. Tras más de una década de intenso entrenamiento, Korra ha ganado el completo dominio de este arte. Su destreza es lo suficientemente grande como para eclipsar fácilmente el control de otra Maestro Tierra de un objetivo de tierra, tomando el control de ese objetivo ella misma. Ella ha demostrado su habilidad y capacidad de expertos en la Tierra Control en varias ocasiones, en particular al lanzar un miembro de la de la Tríada de la Triple Amenaza varios metros en el aire. La Tierra Control de Korra también es capaz de afectar a un radio considerable, destruyendo y demoliendo un gran diámetro alrededor de ella.

### Fuego Control
Al igual que con la tierra y el agua, el Fuego Control también se manifestó a una edad temprana, y se convirtió en el elemento más destacado utilizado por Korra. Debido al hecho de que ella usa mayormente maniobras ofensivas cuando está bajo presión, Korra utiliza el fuego más que cualquier otro elemento. Su formación en Fuego Control terminó cuando ella pasó la prueba de forma impresionante a la edad de diecisiete años, logrando un dominio completo en este arte, que incluyen técnicas avanzadas, como la respiración de fuego. Contra otros Maestros Fuego, puede desviar y dispersar el ataque de sus enemigos. Su control es tan bueno, que es capaz de producir una llama pequeña pero intensa desde sus dedos que puede fundir cadenas de metal. Ella puede propulsarse a través del aire con Fuego Control en ráfagas cortas. Contrariamente a la dificultad habitual que tiene un avatar con el aprendizaje del elemento contrario al de su elemento nativo, el Fuego Control se ha convertido en una segunda naturaleza para ella. Korra tiende a utilizar Fuego Control antes que cualquier otro elemento cuando se le provoca, frustrada, o en el intento de afirmar su dominio, por ejemplo, cuando quema un periódico con la imagen de Lin después de no poder hacerlo con Aire Control. Tenzin atribuyó esta inusual combinación de su personalidad innata de ser bastante adecuada para el arte gracias a su agresividad natural y su espíritu de fuego.

### Aire Control
A diferencia de los tres elementos anteriores, el Aire Control no fue fácil para Korra. Tenzin explicó que es debido a su naturaleza innata de ser el elemento opuesto a su personalidad. Aunque en un principio tiene problemas con el estilo de combate y sus tácticas de batalla, durante su primer encuentro Pro-Control, fue capaz de emplear los movimientos básicos del Aire Control para esquivar los ataques del equipo contrario y, en definitiva, ganar el partido para su equipo. A medida que su formación ha progresado, su comprensión del elemento mejoró mucho, y era capaz de maniobrar con rapidez y gracia a través de las puertas y, finalmente, aprendió todas sus maniobras físicas, e incluso fue capaz de aplicar estas tácticas en contra del Teniente, efectivamente al esquivar todos sus ataques.
Después que Amon le quitara la capacidad de controlar los tres primeros elementos, y cuando Korra se vio obligada a ver a Amon a punto de quitar el Fuego Control de Mako, el estado emocional de Korra la hizo ponerse en contacto con su lado espiritual para desbloquear a su Aire Control. A pesar de solo conocer la teoría y la práctica de sus movimientos, ha demostrado gran habilidad y poder en el Aire Control, capaz de crear ráfagas desde sus puños y piernas, que eran lo suficientemente fuertes como para enviar a Amon a través de una ventana. Sin embargo, su estilo de Aire Control varía dramáticamente de otros Maestros Aire, ella emplea sencillos movimientos ofensivos similares a los utilizados en Fuego Control, mientras que carece de la circularidad más característica y los movimientos en espiral. Meses más tarde, el dominio de Korra en Aire Control es mucho mejor, capaz de utilizar con facilidad varias técnicas de alto nivel como el scooter de aire.

### Energía Control
Al lamentar el hecho de que Amón le hubiera quitado todos los tipos de Control, a excepción su Aire Control, el Avatar Aang apareció ante Korra junto con las encarnaciones anteriores del Avatar durante su momento más bajo. En este punto, se hizo evidente que se había roto finalmente la barrera entre el mundo espiritual y el físico, algo que había estado más allá de sus habilidades desde que nació. Aang utiliza entonces Energía Control para restaurar su Control e infundir en ella el conocimiento para hacer Energía Control. Con esta nueva capacidad, Korra fue capaz de remover libremente o restablecer el Control de una persona, como lo hizo en la restauración de la Tierra Control de Lin Beifong.

### Metal Control
Korra aprende Metal Control de la hermana de Lin Beifong en el Clan del Metal, donde Suyin la instruye con bolin de espectador en el arte de controlar el metal. Korra tras ser una excelente atleta y dominar a la perfección el aspecto físico de ser El Avatar, el Metal Control no ha sido gran dificultad para la joven Avatar.

## Otras habilidades
Fuerza aumentada: En adición a su Control, Korra también tiene una destreza física considerable. Su impresionante fuerza bruta le permite levantar fácilmente Tenzin y sus hijos, al mismo tiempo. Ella puede lanzar a un oponente mucho más grande y más pesado hacia un conjunto de tuberías con suficiente fuerza como para romperlas, y puede romper grandes trozos de hielo puestos en su camino con un solo golpe.
Velocidad y reflejos aumentados: Korra también es bastante rápida y ágil, con buenos reflejos, capaz de esquivar con habilidad a un oponente mucho más grande en un área estrecha o el cable lanzado por un Maestro Metal desde corta distancia.
Agilidad aumentada: Su destreza y la flexibilidad son también considerablemente altas, lo que le permite hacer giros acrobáticos e impresionantes saltos que la ayudan en batalla, y hábilmente esquivar ataques con grandes cantidades de proyectiles prácticamente ilesa.
Artista marcial: Korra también es una luchadora cuerpo a cuerpo muy competente, capaz de derrotar a sus oponentes con una sola patada y una vez sometiendo a un hombre usando solo la bufanda de Mako. Incluso contra un experto en armas como el Teniente, Korra habilidosamente detuvo y respondió sus ataques. Korra también tiene instintos agudos bajo presión, lo que demuestra capacidades y habilidades tácticas y de escape, como el uso de su brazalete como un aislante contra el ataque eléctrico del Teniente, y fingiendo pérdida del conocimiento con el fin de tomar a sus enemigos por sorpresa.